# Västra Fän
Västra Fän är en bebyggelse i västra delen av tätorten Trosa. Den avgränsades av SCB före 1995 som en egen småort, för att därefter räknas som en del av tätorten Trosa.